# Peter Connolly
Peter Connolly (8 de mayo de 1935 - 3 de mayo de 2012) fue un historiador, arqueólogo, artista ilustrador y erudito británico. Afamado investigador del Mundo Antiguo y divulgador histórico, escribió e ilustró libros sobre la antigüedad de Grecia y Roma, especialmente dedicados a la tecnología y cultura militar.

## Biografía
Connolly nació el 8 de mayo de 1935 en Surbiton, Surrey, Inglaterra como Peter William Connolly, estudió en la facultad de Arte de la Universidad de Brighton y escribió su primer libro, The Roman Army, en 1975. A este le seguirían una veintena de obras escritas e ilustradas sobre el mundo antiguo que iban desde Tierra Santa en la época de Jesús hasta Pompeya, Atenas y Roma, y el Coliseo. 
Pero su especial pasión era la historia militar y la arqueología del mundo grecorromano, sus vecinos y antagonistas, representada en una sucesión de libros que exploran armamento, estrategia, batallas y tácticas en el campo de batalla, asedios, fuertes y fortificaciones, en obras tales como Pompeii, Greece and Rome at War, The Greek Armies, The Roman Army, Colosseum: Rome's Arena of Death y el premiado Legend of Odysseus. 
Apareció de forma regular en televisión como experto en ejércitos antiguos y su equipamiento, y en los años 80 presentó una serie para los universitarios británicos titulada An Archaeological Background to the Gospels en la que viajaba los yacimientos arqueológicos bíblicos en Israel, ilustrando los programas con sus propias pinturas, muchas de las cuales aparecen en el libro Living in the Time of Jesus of Nazareth. En 1984 se hace miembro de la Sociedad de Anticuarios de Londres, y un año más tarde fue galardonado con una beca de investigación honoraria en el Instituto de Arqueología de la University College de Londres. Fue colaborador habitual de publicaciones periódicas como Journal of Roman Military Equipment Studies y Roman Frontier Studies.
Se hizo conocido en el mundo hispano gracias a las traducciones editadas por Espasa-Calpe y el Grupo Anaya de sus principales libros en los años ochenta. Sus trabajos se destacaron por la minuciosidad y el detalllismo de sus dibujos, llegando incluso a reconstruir réplicas a escala natural de piezas y elementos históricos para ver cómo funcionaban, probando innumerables hechos sobre cómo se fabricaban y usaban las espadas y las sillas de montar en la antigüedad, también realizó la ruta de Aníbal por los Alpes y demostró que ciertas ciudades no se podían ver desde lugares que habían sido citados anteriormente; su metodología buscaba recrear lo más cerca posible la realidad de la época a tratar.
Murió el 2 de mayo de 2012 en Spalding, Lincolnshire, Inglaterra.

## Obras editadas en español
- Griegos, Judith Crosher (ilustró Peter Connolly), Editorial Molino, Barcelona, 1979
- Los ejércitos griegos, Espasa-Calpe, Madrid, 1981
- Las legiones romanas, Espasa-Calpe, Madrid, 1981
- Anibal y los enemigos de Roma, Espasa-Calpe,  Madrid, 1981
- La vida en tiempos de Jesús de Nazaret, Anaya, Madrid, 1985
- La leyenda de Ulises, Anaya, Madrid, 1986
- Pompeya, Anaya, Madrid, 1987
- Las legiones romanas,  Anaya, Madrid, 1989
- La ciudad antigua: la vida en la Atenas y Roma clásicas, Acento, Madrid, 1998
- La guerra en Grecia y Roma, Desperta Ferro Ediciones, Madrid, 2016

### En inglés
- Crosher, Judith (1974), The Greeks, Macdonald Educational (ilustró Peter Connolly)
- Connolly, Peter (1975), The Roman Army, Macdonald Educational
- Connolly, Peter (1977), The Greek Armies, Macdonald Educational
- Connolly, Peter (1978), Hannibal and the Enemies of Rome, Macdonald Educational
- Connolly, Peter (1978), Armies of the Crusades, Macdonald Educational
- Connolly, Peter (1979), Pompeii, Macdonald Educational
- Connolly, Peter (1981), Greece and Rome at War, Macdonald Phoebus Ltd
  - ed. revisada en 1998, London: Greenhill Books and Pennsylvania: Stackpole Books
- Connolly, Peter (1983), Living in the Time of Jesus of Nazareth, Oxford University Press
  - reimpreso como A History of the Jewish People in the Time of Jesus: From Herod the Great to Masada (1987), como The Jews in the Time of Jesus: A History (1995) y como The Holy Land (1999)
- Connolly, Peter (1986), The Legend of Odysseus, Oxford University Press
  - Reprinted as The Ancient Greece of Odysseus, 1998
- Connolly, Peter (1988), Tiberius Claudius Maximus: The Legionary, Oxford University Press
- Connolly, Peter (1988), Tiberius Claudius Maximus: The Cavalryman, Oxford University Press
- Hackett, John (1989), Warfare in the Ancient World, Facts On File (ilustró Peter Connolly)
- Coe, Michael (editor) (1989), Swords and Hilt Weapons, Grove Press (contribuyó Peter Connolly)
- Connolly, Peter (1991), The Roman Fort, Oxford University Press
- Burrell, Roy (1991), The Romans, Oxford University Press (ilustró Peter Connolly)
- Connolly, Peter (1993), Greek Legends: The Stories, the Evidence, Simon and Schuster
- Burrell, Roy  (1997), Oxford First Ancient History (Series: Oxford First Books), Oxford University Press (ilustró Peter Connolly)
- Connolly, Peter (editor) (1998), The Hutchinson Dictionary of Ancient and Medieval Warfare, Routledge
- Connolly, Peter and Hazel Dodge (1998), The Ancient City, Life in Classical Athens & Rome, Oxford University Press
- Connolly, Peter (2001), Ancient Greece, Oxford University Press (texto de  Andrew Solway)
- Connolly, Peter (2001), Ancient Rome, Oxford University Press (texto de Andrew Solway)
- Connolly, Peter (2003), Colosseum: Rome's Arena of Death, BBC Books